# Альдани, Лино
Лино Альдани (итал. Lino Aldani; 29 марта 1926, Сан-Чиприано-По — 31 января 2009, Павия) — итальянский писатель-фантаст. Считается одним из основателей национальной фантастики.
Преподавал математику в Риме. В 1960 г. дебютировал в литературе серией рассказов, опубликованных в журнале «Oltre il cielo» («Другое небо») под псевдонимом Н. Л. Джанда (итал. N. L. Janda). В 1962 году опубликовал первую в Италии книгу о научной фантастике. В 1963 написал рассказ-антиутопию Тридцать семь градусов по Цельсию, впоследствии изданный в СССР. В 1968 г. уехал в свой родной город, чтобы в большей степени посвятить себя литературному труду. В 1977 г. напечатал первый роман, «Когда корни» (итал. Quando le radici).

## Онирофильм
Советский читатель познакомился с Лино Альдани в 1966 году, когда в 5-м томе Библиотеки современной фантастики был опубликован «Онирофильм». Группа шокированных родителей решила, что это порнография, и выступила с возмущённым письмом в журнале «Здоровье». Хотя в предисловии составители откровенно характеризовали книгу как горькую и беспощадную, это не помогло. Издательству пришлось дать покаянные пояснения.